# Patrice Méniel
Patrice Méniel est directeur de recherches au CNRS, professeur en archéozoologie et spécialiste de l'Âge du fer en Gaule.